# ساليندريس
ساليندريس (بالإنجليزية: Salindres)‏ هي بلدية تقع في غارد جنوب فرنسا.